# 周防ゆきこ
周防 ゆきこ（すおう ゆきこ、1988年12月3日 - ）は、日本の元AV女優。

## 略歴・人物
神奈川県出身。SODクリエイト主催の「第1回SODstarシンデレラオーディション」において投票総数21,230票中12,880票を得てグランプリを獲得。2009年11月5日に『第1回シンデレラオーディショングランプリ 周防ゆきこ AV Debut』でデビューした。
オーディションには「ゆきこ」という名前で参加し、デビューに際し「周防ゆきこ」という名前に改めた。芸名の由来は、12月生まれということから「雪」をひらがなにしたものと、女性に多く使われる「〜こ（子）」を合わせたもの。
デビュー当時は大学に通っており日頃の様子から「冒険したい優等生」とキャッチコピーが付けられ、公式ブログのタイトルも「ゆきこの大冒険」となっている。
2010年4月をもってSODクリエイト専属を離れ、翌5月よりアウトビジョン系の嵐を呼ぶスーパーガール、同年8月よりMOODYZの専属に。2011年8月には再びSODクリエイト（レーベル「SOD ACE」）専属となり、同年12月にはSOD大賞2011優秀女優賞を受賞。2012年7月に再びSODを離れることとなり、上記の優等生キャラも卒業することを発表した。その後、アタッカーズ専属となる。
2012年8月15日に結成されたセクシーアイドルユニット「PINKEY」のメンバーとなり、2015年1月30日に開催されたライブを持ってメンバーを卒業。
2013年2月1日、大阪東洋ショーにてストリップデビュー。
2014年4月よりMOODYZ、7月よりアタッカーズの各々2度目の専属となる。
2015年5月、所属していたARMプロモーションとの専属契約が解除されたことを公式ブログで報告。
顔立ちから正統派と呼ばれ、また眉毛が下がっているため困り顔とも言われる。年の離れた妹と弟がいる。中学時代はバレーボール部。視力が悪く私生活ではコンタクトレンズを使用している。同じAV女優の希美まゆと仲が良い。
2016年1月5日の公式ブログで、2月1日から15日までの東洋ショーの興行への出演を最後にストリッパー及びアダルト業界から引退することを発表した。

## 出演作品

### アダルトビデオ
2009年
- 第1回シンデレラオーディショングランプリ AV Debut（11月5日、SODクリエイト）
- シンデレラオーディショングランプリ 濃厚な絶頂アクメ初体験!!（12月5日、SODクリエイト）

2010年
- 優等生に顔面射精 初体験!!（1月7日、SODクリエイト）
- 性感エステ×フルコース（2月4日、SODクリエイト）
- -優等生-凌辱地獄へ （3月4日、SODクリエイト）
- 超高級中出しソープ嬢（4月6日、SODクリエイト）
- 電撃移籍!（5月1日、嵐を呼ぶスーパーガール）
- 学校でSEXしちゃうぉ（6月1日、嵐を呼ぶスーパーガール）
- ご奉仕潮吹きメイド（7月1日、嵐を呼ぶスーパーガール）
- 猛烈なKISSと絡み合う肉体（8月1日、MOODYZ）
- ドリームウーマン10周年記念初 ぶっかけSpecial（9月1日、MOODYZ）
- 優しい笑顔で童貞を奪われた僕（10月1日、MOODYZ）
- 周防ゆきこ SUPER BEST（11月1日、嵐を呼ぶスーパーガール）※総集編
- 最高のオナニーのために（11月1日、MOODYZ）
- 10周年記念スペシャル Wキャスト（12月1日、MOODYZ）※DVD & Blu-ray同時発売

2011年
- 突かれる度に膣中から飛び散る絶頂潮（1月1日、MOODYZ）
- Sex On The Beach（2月1日、MOODYZ）
- 女教師レイプ輪姦（3月1日、MOODYZ）
- ムーディーズ創立10周年記念ムーディーズ×エスワン・コラボ企画 交わる体液、濃密セックス（4月1日、MOODYZ）
- 失禁羞恥お漏らしメイド（5月1日、MOODYZ）
- 周防ゆきこ卒業ファン感謝祭 素人男性14人ハメまくり大乱交ツアー（6月13日、MOODYZ）
- ゆっきーBEST8時間（7月13日、MOODYZ）※総集編
- 周防ゆきこがSOD社内でユーザー様をご奉仕致します♥ 180分スペシャル（8月6日、SODクリエイト）
- 周防ゆきこちゃん タオル一枚男湯入ってみませんか? HARD（9月8日、SODクリエイト）
- 周防ゆきこ×マジックミラー号 彼女の自宅前にMM号を停めて超羞恥SEX（10月6日、SODクリエイト）
- 僕のかわいい妹ゆっきーと毎日中出しH♥（11月5日、SODクリエイト）
- マジックミラー号がイク!! 童貞クンいらっしゃい♥ 筆下ろし逆ナンパ（12月8日、SODクリエイト）
- 温泉旅館ソープ 夢の6輪車!花びら大回転スペシャル（12月22日、SODクリエイト）

2012年
- ゆっきーBEST 16時間コンプリート 永久保存版（1月13日、MOODYZ）※総集編
- 超豪華!SOD star×SOD ACE 大乱交新年会（1月19日、SODクリエイト）
- おしゃぶり生徒会長（1月19日、SODクリエイト）
- 性交クリニック ACE ver.（2月9日、SODクリエイト）
- 妹のお尻が妙にムッチリしていてエロ過ぎる件（3月8日、SODクリエイト）
- 若妻陵辱オークション（4月5日、SODクリエイト）
- 中出し射精公衆便女（5月10日、SODクリエイト）
- MM号の中に周防ゆきこちゃんを縛り付けて放置するので、ファンの皆様、好き放題犯してください!（6月7日、SODクリエイト）
- SOD卒業×「脱・優等生宣言」 淫語・手コキ責め・本格痴女初挑戦!（7月19日、SODクリエイト）
- 家庭教師ゆきこ先生の中出し授業（9月7日、Be Free）
- 純情レイプ 女は、残酷な記憶と共に生きてゆく…（10月7日、アタッカーズ）
- あなた、許して…。-しあわせの条件-（11月7日、アタッカーズ）
- レイプ稼業の男 受付嬢、悲劇のターゲット（12月7日、アタッカーズ）

2013年
- 奴隷色の女教師 8（1月7日、アタッカーズ）
- バウンティハンター 復讐の決意（2月7日、アタッカーズ）
- めちゃカワstyle ゆっきーア・ラ・カルト♪（3月25日、kawaii*）
- 夫の友人（4月25日、マドンナ）
- 汚された不動産レディ（5月25日、マドンナ）
- ギャル家庭教師ゆきこ先生の中出し授業（6月7日、Be Free）
- 侵入者（7月7日、アタッカーズ）
- 女子大生盗撮 暴かれた日常 妹の私生活、売ります。（8月7日、アタッカーズ）
- FAプロ×ATTACKERSコラボ作品 力づくの和姦（9月7日、アタッカーズ）
- 服従の時間割 女教師、恥辱の日々…。（10月7日、アタッカーズ）
- 魅惑の中出しチアリーダー!（11月7日、Be Free）
- 痴漢映画館 6 こんな所で…なのに、なのに私ったら…!（12月7日、アタッカーズ）

2014年
- 欲情クリニック（1月7日、アタッカーズ）
- 夫には言えない羞恥の性癖（2月7日、アタッカーズ）
- ATTACKERS PRESENTS THE BEST OF 周防ゆきこ（3月7日、アタッカーズ）※総集編
- 完全ノーカット真性中出し（4月13日、MOODYZ）
- 周防ゆきこ Special 360分（5月7日、Be Free）※総集編
- 同時にイクまで昇り詰めるSEX（5月13日、MOODYZ）
- 美人受付嬢 人体固定レイプ（6月13日、MOODYZ）
- 夫の目の前で犯されて－ -究極の艶技-（7月7日、アタッカーズ）
- 野外露出調教 2 見られてしまった私の淫ら（8月7日、アタッカーズ）
- 貞操帯の女 17（9月7日、アタッカーズ）
- 隣のお姉さんを犯したあの日… 10（10月7日、アタッカーズ）
- 感度200倍 ゆっくりねっとり スローセックス6時間（11月13日、E-BODY）
- 焼印の女（12月7日、アタッカーズ）

2015年
- 女子校生監禁凌辱 鬼畜輪姦（1月7日、アタッカーズ）
- 心まで犯されて。 排卵日の妻恋（2月7日、アタッカーズ）
- それでもあなたを愛してる。（3月7日、マドンナ）
- 奴隷緊縛妻（4月7日、アタッカーズ）

### イメージビデオ
- エロキュート（2010年9月29日、オルスタックピクチャーズ）
- 湯女紀行 梨木編（2011年1月21日、東映ビデオ）
- pg（2013年12月25日、ターンテーブル）

### オリジナルビデオ
- 僕の彼女はロボワイフ（2010年9月17日、GPミュージアム） - ロボワイフ・エリカ 役（主演）

- 極悪人（2011年3月25日レンタル開始、ミッドシップ） - 木田成実 役
- ハレンチヤンキー学園（2011年9月2日レンタル開始、シネマファスト） - ユカ 役
- 魁!!極道ヤンキー学園2（2012年11月2日、シネマファスト） - 岡田由貴 役

### バラエティビデオ
- たびとも（2011年2月9日、グラッソ）
- かすみレディオ 13（2012年7月18日、ポニーキャニオン）

## 映画
- 3D SEX & 禅 3D肉蒲団之極楽宝鑑（2011年4月中国公開[9]） -  冬梅 役
- すべての女に嘘がある（2012年1月公開、日本出版販売） - 市川智美 役
- ホテトル嬢　悦楽とろけ乳（2012年7月、オーピー映画） - 凪 役
- ストリッパー（2012年9月、アルゴ・ピクチャーズ） - 凛子 役
- 婚前OL不埒に濡れて（2012年、池島ゆたか監督） - 花音 役
- エッチな体温白衣みだれ抜き（2013年2月15日公開、池島ゆたか監督） - ゆかり 役
- 赤×ピンク（2014年2月22日公開、坂本浩一監督） - エイミー 役
- 実録　女の犯罪（2014年、貝塚クリス亮監督） - 大野真由美 役

## 舞台
- SHINOBU'S BRAIN IN THE SOUP BOMB「DRUG STORE」（2013年1月7日 - 14日、吉祥寺シアター）
- SHINOBU'S BRAIN IN THE SOUP Re:make「マザーフッカー」（2013年8月6日 - 11日、下北沢「劇」小劇場）
- Re:verse 〜あの瞬間（とき）に戻れたら〜（2014年4月2日 - 6日、本多劇場）
- 或る、致し方ない罪に対する やるせない復讐のはじまり（2015年4月2日 - 6日、シアタートラム）

## テレビ
- おとなのびっくりクリニック（日本海テレビ、2009年11月） - マンスリーゲスト
- ヴィーナス・フューチャー #77（2010年、エンタ!371）
- たびとも（2011年1月3日、アイドル専門チャンネルPigoo）共演：優希まこと
- 桃のささやき #14（2011年1月5日、MONDO TV）
- かすみレディオ 13（2011年12月 、つくばテレビ）共演：かすみ果穂、西野翔、範田紗々
- 特命係長 只野仁 ファイナル 第1夜（2012年1月6日、テレビ朝日）- 「ホステス」役
- 牙狼-GARO- 〜闇を照らす者〜 第3話（2013年4月19日、テレビ東京） - 「全裸の女」役

## ネット配信
- ふたりエッチ（2011年）
- かすみレディオ 13（2011年11月12日、ニコニコ生放送） 共演：かすみ果穂、西野翔、範田紗々

## デジタル写真集
- Bejean On Line 2010-7「パンティアイドル」（Bejean）
- Sexy Nude Collection 〜Hなスーパーガール〜（2010年11月17日、ピンク倶楽部）
- Sexy Nude Collection 〜優等生の御奉仕ヌード〜（2010年11月24日、ピンク倶楽部）
- Sexy Nude Collection 〜あぶないシンデレラ〜（2011年5月17日、ピンク倶楽部）
- 制服妄想デート（2011年7月6日、ピンク倶楽部）
- 見せてア・ゲ・ル（2011年7月27日、ピンク倶楽部）
- ここにHして!（2011年8月3日、ピンク倶楽部）
- 周防ゆきこ SHINOYAMA.NET Book（2014年4月30日、小学館）
- まるごと!周防ゆきこ Special（2015年4月17日、フラウス）
- Premium 周防ゆきこ 〜ふたたび〜（2015年5月24日、フラウス）
- 男の妄想 僕のこと好きなら…何でもデキるよね?（2015年5月24日、フラウス）
- 女教師倶楽部 新米美乳女教師・マジメな服の下は…（2015年5月24日、フラウス）
- 人妻倶楽部 美乳団地妻・ゆきこ（2015年5月24日、フラウス）
- 男の妄想 噂のセクシー女子バンド・秘密の猛特訓（2015年7月10日、フラウス）
- 人妻倶楽部 奥様は女子高生!（2015年7月16日、フラウス）
- 人妻倶楽部 新妻いびり・弟の嫁をいたぶりたい!（2015年7月16日、フラウス）
- Premium 周防ゆきこ（2015年7月18日、フラウス）
- 男の妄想 純情転校生ゆきこ（2015年7月18日、フラウス）